# Spionagefoto

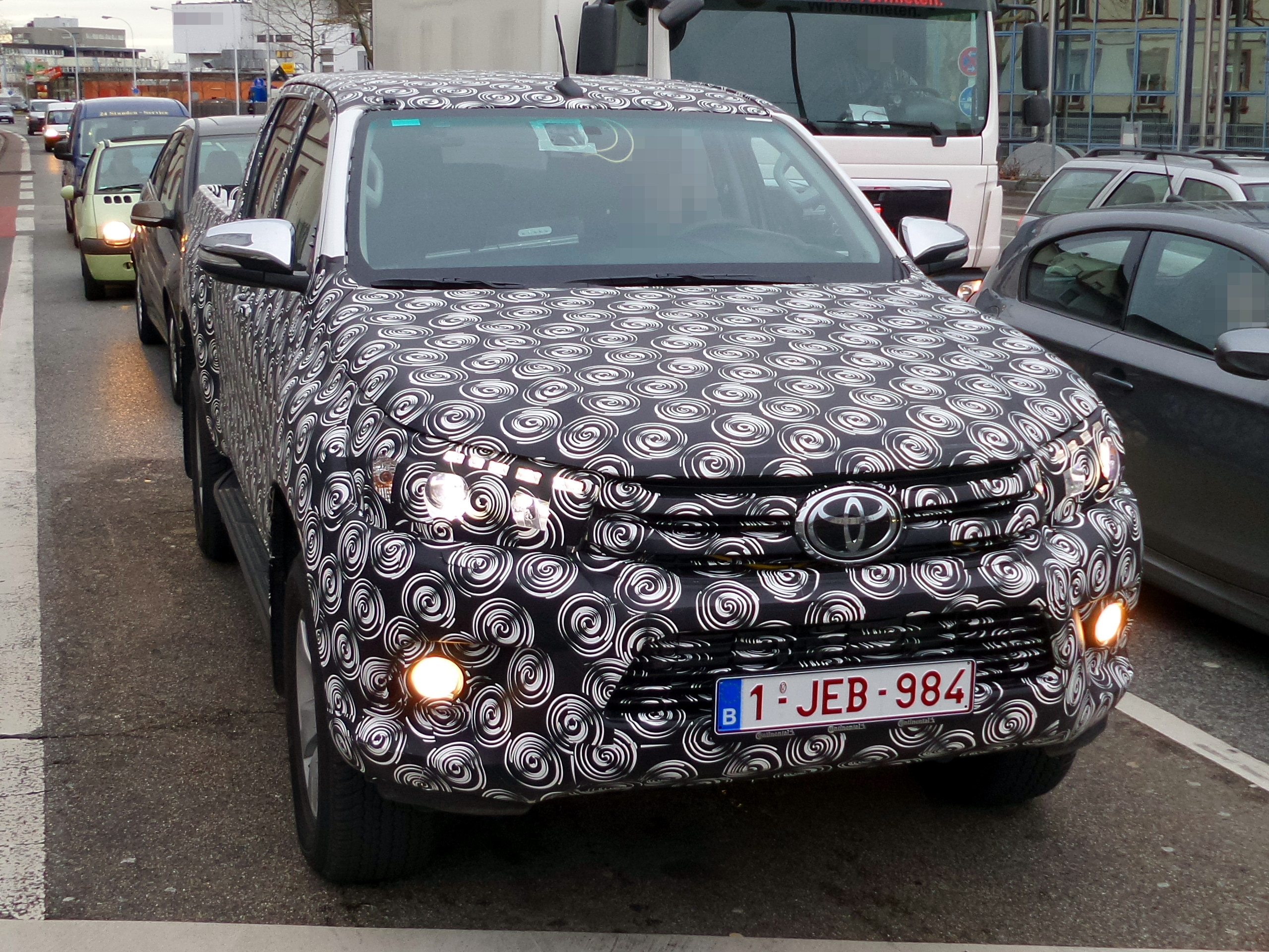
Spionagefoto van een Toyota Hilux

Een spionagefoto is een foto die wordt gemaakt van een product vóórdat het productierijp is of vóórdat het officieel aan de (vak)pers is voorgesteld. 
In het algemeen worden spionagefoto's gemaakt van producten die vóór de officiële presentatie in de buitenlucht getest moeten worden. Het gaat dus meestal om voer-, vaar- of vliegtuigen. 
De maker van een spionagefoto kan een vakman zijn, een vaktechnische fotograaf. Dat gebeurt wanneer de vakpers een vermoeden heeft dat een bedrijf bezig is met de ontwikkeling van - bijvoorbeeld - een nieuw automodel. Men kan dan in de omgeving van het bedrijf "posten" om een glimp van het nieuwe model op te vangen, te fotograferen of te filmen. Het kan ook een toevallige passant zijn, die een prototype op de openbare weg ziet rijden. De kans hierop wordt met het toenemen van het aantal mobiele telefoons die van een ingebouwde digitale camera zijn voorzien steeds groter. 
Om te voorkomen dat het uiterlijk van het model tijdens het testen al uitlekt, worden prototypen daarom vermomd. 
Het vermoeden van het uitkomen van een nieuw model kan worden gevoed door het tentoonstellen van studiemodelllen. In sommige gevallen bestaat het vermoeden dat een bedrijf er juist op uit is een model vroegtijdig te laten uitlekken. Zo worden prototypen van BMW-motorfietsen opvallend vaak gefotografeerd bij tankstations.